# 仁田勇
仁田 勇（にった いさむ、1899年（明治32年）10月19日 - 1984年（昭和59年）1月16日）は、日本の物理化学者。東京都文京区小石川生まれ。大阪大学名誉教授、関西学院大学名誉教授。

## 略歴と業績

### 大学卒業から理研時代
1923年3月東京帝国大学理学部化学科を卒業（卒業研究は松原行一教授の指導の下で有機化学を専攻）、直ちに理化学研究所（現在の独立行政法人理研）に入り、西川正治博士の研究室で結晶によるX線回折の研究を始めた。当時はX線回折は純粋に物理学の領域であったが、西川は仁田に有機化合物にX線回折の方法を応用してみることを勧めた。これが後に日本で結晶化学の大きな分野を開く端緒となった。西川はどんな有機化合物が適当かは仁田が自分で決めるように指示した。いまからみれば極めて幼稚なX線解析の方法しかなかった1920年代に、何ができるかについて仁田が悩んだ末に選んだのがヨードホルム（CHI3）の結晶だった。
有機化学（生化学など周辺領域を含む）における最も基本的な概念は炭素の原子価が4価であることである。つまり炭素原子がほかの原子と化学結合するとき4本の手を出し、それによって隣の原子と結ばれて有機化合物の分子ができあがる。この4本の"手"が空間でどの方向を向いているかについては、1874年にオランダの化学者ファント・ホッフが四面体説を提唱した。すなわち炭素原子を正四面体の中心に置いたとき4本の結合は正四面体の4個の頂点の方向に向くというものである。これは光学異性体の存在を説明するために考えられた結論であったが、仮説に過ぎなかったのである。いわば有機化学の全体が、この仮説の上に築かれていたわけである。仁田が取り組んだのは、この正四面体構造の仮説を実験によって証明できないかという問題であった。そのためなるべく簡単な有機化合物で当時のX線回折の技術で取り組めるような物質として選んだのがヨードホルムであった。この物質については三つのヨウ素原子が正三角形の頂点にいることがわかったので、もし炭素と水素の原子がその三角形の中心の上にあれば四面体モデルと合致することがわかったが、炭素原子などの位置を決めるところまでは当時の技術ではできず完全な証明には至らなかった。

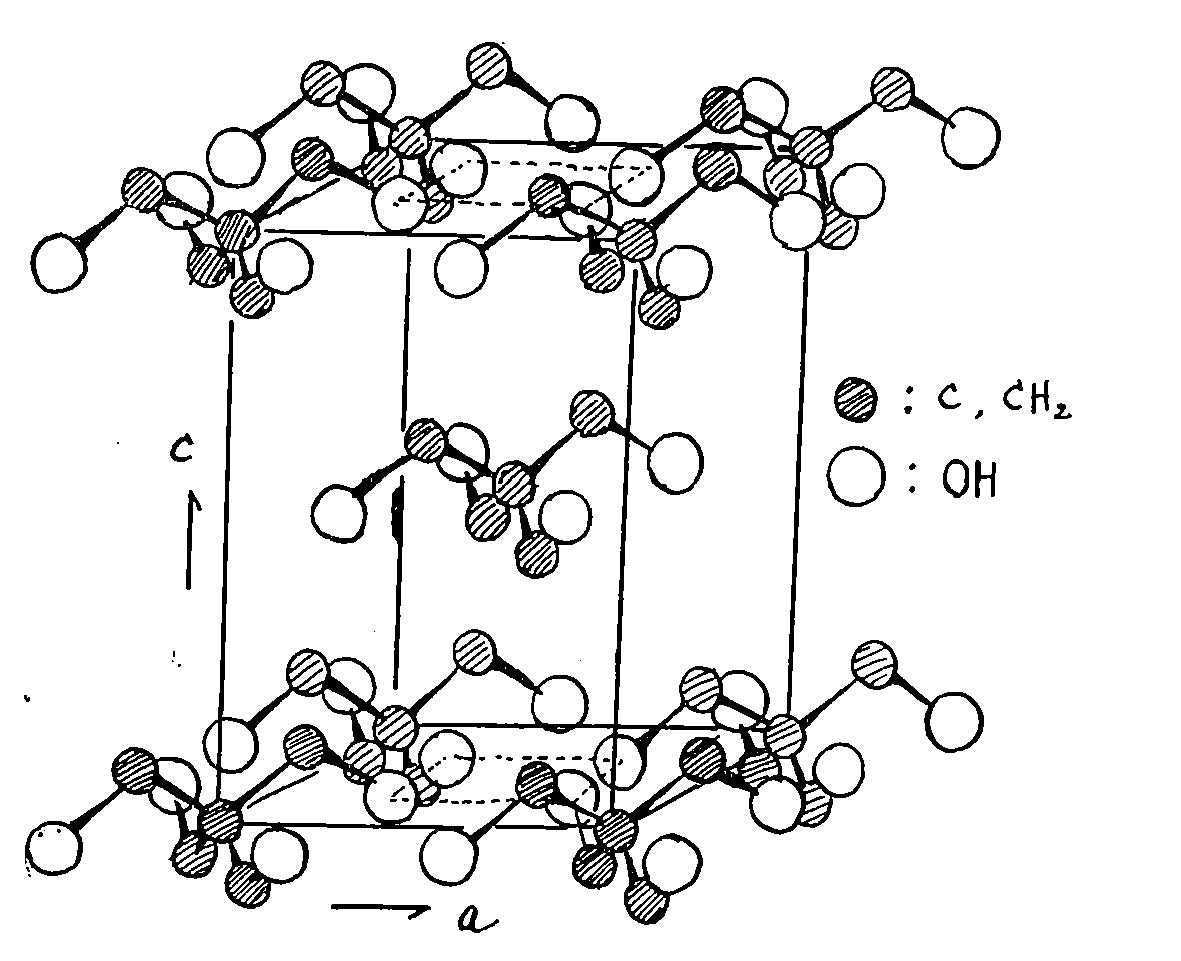
ペンタエリスリトールの結晶内原子配列。斜線の影をつけたのが炭素原子で、図の中心にある炭素原子と結合する4個の炭素原子が中心から見て正四面体の頂点の方向にあるので、炭素原子の正四面体形の原子価（ファント・ホッフの仮説）が証明された。（退官記念最終講義のための自作の図、1960年）

そこで次に選んだのは、容易に入手でき、室温で安定なペンタエリスリトールであった。これは炭素原子が中心にあって、4個のCH2OHグループがそれについている。その付き方がファント・ホッフの仮説の通りかどうかを調べようというわけである。この物質については、Mark と Weissenberg が既に同じねらいでX線回折の研究を行い、フアント・ホッフの仮説とはちがう四角錐構造を結論していた。つまり分子はピラミッド形で頂上に炭素原子があり、底辺の正方形の四隅が隣の炭素原子という構造である。不審に思った仁田は、自分でつくった結晶をラウエ法でX線回折の実験をした。その結果Markらの結論は誤っていると判断し、さらに詳しく自分の回折データを検討した結果、四面体構造の対称性も許されることが判り、ファント・ホッフの仮説は否定されていないと結論した。なおこの問題についての最終的な決着は、1937年のもっと完全な回折実験による解析を待たなければならなかったが、1927年に理研の欧文報告に掲載された仁田のこの画期的な論文に対して、Markはそれに反論する論文を発表したが、最終的には仁田の結論が正しいことを認めた。仁田とMarkの長い友人としての交流の始まりであった。
小さな分子だけでなく、タンパク質、核酸（RNA、DNA）、酵素などの生物体を構成する巨大分子の構造、反応、生理活性などの理論と実験が、すべて炭素原子の正四面体原子価を基礎としていることを思えば、仁田の業績の意義はきわめて大きいといわなければならない。

### 欧州留学
仁田は1928年から3年弱の期間フランス、オランダ、ドイツへ留学したが、この留学はその後の研究と教育のために、広く、深い"充電"の期間となった。当時欧州の物理学界ではErvin Schrodingerによる量子力学（当初は波動力学）の発展に沸きかえっていた。その中で、仁田はSchrodingerをはじめ、Heisenberg, Bohr、Debye、Bragg（W.L.）、Pauli、Ewald、Haberなど錚々たる第一線の研究者の講演を聞き、セミナーに参加し、あるいは面識をもったことから大きな刺激を受けた。留学期間中、X線スペクトルやX線のラマン効果などの実験的な研究も行ったが、同時に有機化学から出発してX線結晶学へ進んだ経歴に鑑みて、物理学的な基礎を固めることに力を注いだ。それが後年の大きな発展をもたらしたことは明らかである。

### 阪大理学部時代
帰国後間もなく、大阪に帝国大学を作ろうという声が関西経済界を中心として起こり、緒方洪庵創始の適塾の伝統を継ぐ府立大阪医大を医学部とし、理学部を新設してこの2学部による大阪帝大（現大阪大学）設立の準備が始まり、1932年仁田は創立委員になった。理研からはほかに小竹無二雄（化学）、菊池正士（物理学）が参加した。1933年4月第1回の学生が入学し、仁田は物理化学第一講座担当の教授として量子力学、熱力学、統計力学を基礎とする物理化学の講義を行った。仁田自身この講義の原稿をつくるのは難事業だったと述懐しているが、これ以降理学部化学科（旧制）の1年生はいきなりシュレーディンガー方程式が出てくる仁田の講義で悩まされることになる。

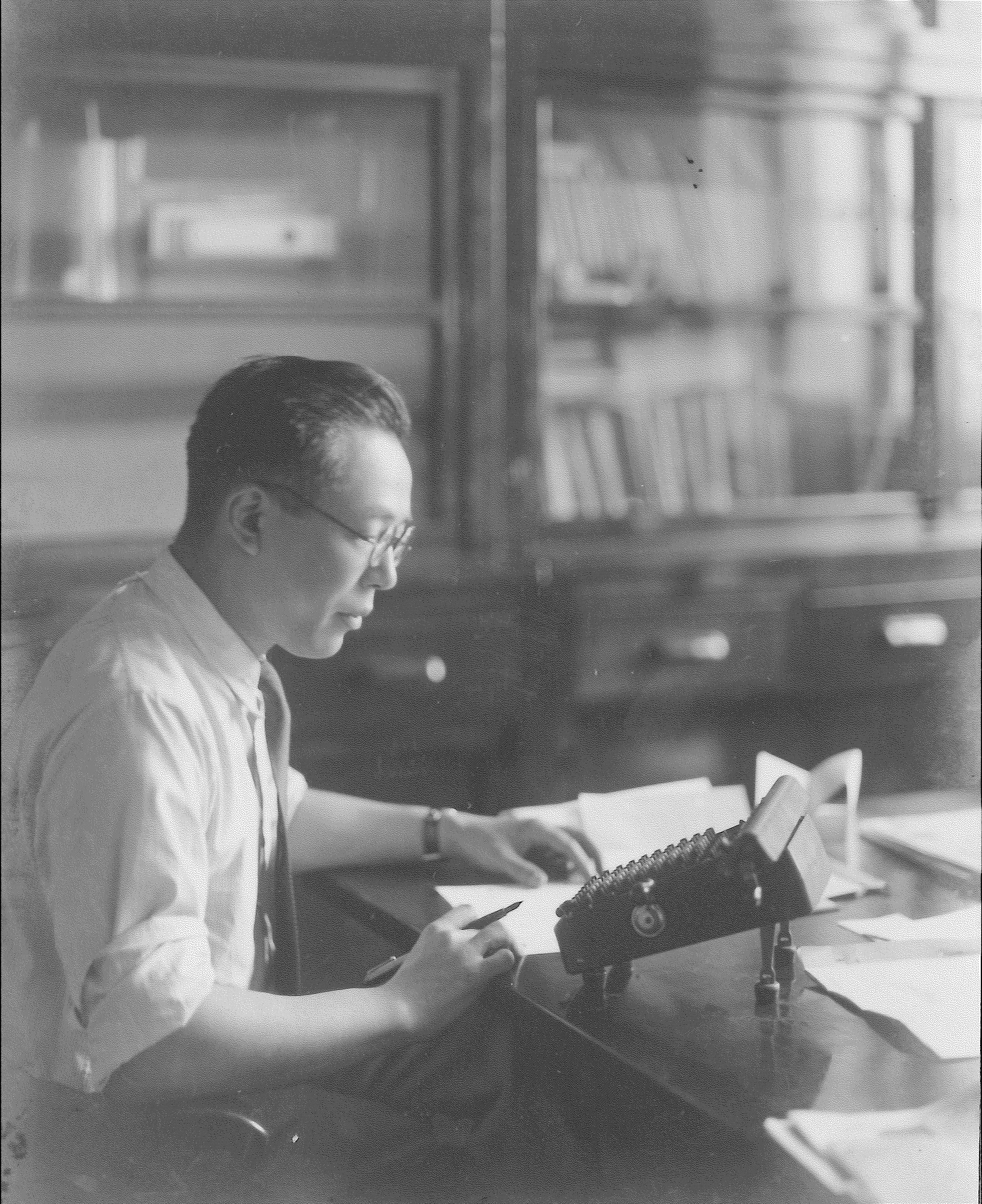
阪大理学部教授室にて(1938年)

阪大理学部は当初、数学、物理学、化学の3学科でスタートした。初代長岡半太郎総長の方針で、若手の俊秀を集めた未来志向型の学部だった。3学科が同じ建物に同居していることも特色の一つで、3学科のいわば"異業種"交流は非常にうまく機能した。仁田は研究室の設立当初から、「結晶化学」の構想を描き、結晶が関与する化学反応（触媒作用）、構造研究、構造に基づく物性研究を目指した（1949年共立出版発行の"理論化学の進歩"第1集、水島三一郎、仁田勇共編、p.298）。反応については最近になってトンネル分光法や原子間力顕微鏡などの最先端研究法が普及して本格的な研究ができるようになったが、当初はX線回折による構造研究を主力とし、電気・磁気的性質、熱的性質の研究を従とした。物性研究が軌道に乗るにつれてX線回折との連携の歯車がうまく回るようになり、単なる静止構造の研究に留まらず、相転移現象、結晶内の分子運動と乱れ、X線散漫散乱へと研究の範囲も急速に拡大した。
仁田の研究に対する基本的な考え方は、研究課題の選択の仕方に如実に表れている。つまりある研究課題を取上げるとき、その研究を成功させたら、自然についてわれわれの理解はどれだけ深まるのか、それによって科学はほんとうに進歩するかということが判断基準であった。またそのような研究課題を発掘してとりあげた。学生に卒業論文のテーマを与えるときでも、この原則を曲げなかった。学生の理解を超えることがしばしばだったが、仁田は独り言のように、その研究の意義を説いた。
仁田の研究は、その時々の最先端をいくものであった。X線回折だけに限っても、最高の精度の測定をし、その実験結果から導き出せるかぎりの情報を分析して結論を得る。したがって、その成果は当然前人未到のものであるが、いざ論文として発表するときは、極めて慎重で、「...である。」と言ってもいいのにと弟子が思っても、「...と考えられる。」となってしまうことがしばしばあった。仁田に自信がなかったのではなく、テーマが意欲的であればあるほど、結論には謙虚さが目立った。

### 主な研究業績
仁田の研究業績の主なものとしては、つぎのようなものがある。理研で有機化合物のX線回折を西川から薦められて始めたことは前述したが、そのとき選んだテーマは、有機化学の基本的なファント・ホッフの仮説を実験によって証明しようというものだった。当時はペンタエリスリトール結晶のX線回折から、この結晶の構造の全貌を知ることは技術的にできない相談だったが、後に大阪大学で、水素原子以外のすべての原子の位置座標を決定することができ、炭素原子の原子価が正四面体の頂点の方向に結合の手を伸ばした形であることを見えるかたちで示した。この研究は有機化学の基礎を固めたという意味で、いまから振り返っても、最大の業績である。
もう一つの野心的な研究は、構造未知の有機化合物の構造をX線回折法だけで決められないかという問題であった。有機化合物は普通いろいろな試薬と反応を使い、ときには紫外線、可視光線、赤外線の吸収などを測定して、推論で原子の繋がり方を求める。これに対して、もしX線回折の方法だけで分子の構造が決定できれば、単に原子の繋がりがわかるだけでなく、立体的な形（いろいろな異性体を含む）とともに原子間の距離や、結合と結合の間の角度まで求めることができる。もしこれが実現すれば、有機化学の研究手段が一つ増えるというだけでなく、有機化学の研究のかなりの部分が画期的に変貌する可能性がある。現在は構造決定の方法として、質量分析や核磁気共鳴（NMR）など有力な方法が軒を揃えて店開きしているが、仁田がこんな途方もない問題に取り組もうとした1950年頃にはこれらの方法はまだ簡単に使える状態にはなかった。仁田が目をつけたのは1953年に海仁草（カイニンソウ）から単離されたカイニン酸だった。これはC10H15NO4の組成の回虫駆除薬で、構造がわかれば合成でき、薬学へのX線結晶学からの貢献として大きなものが期待された。有機化合物としては比較的小さな分子であるが、X線解析の立場からはかなり大きな分子に属する。しかもC、N、Oという電子数が近い（12、13、14個）原子を区別するのはかなり難しいことも予想された。そこで予備的にカイニン酸の亜鉛塩（2水和物）と取り組んだ。これは亜鉛原子はX線を散乱する能力が強いので、これを目印に使う目的である。カルボキシル(COO)－の部分の構造はすでに多数のカルボン酸塩について蓄積があった。ところが、仁田研究室でこの研究が進行している間に、有機化学的な方法で構造決定が先に完了してしまったので、未知構造への挑戦とはならなかったが、後に亜鉛塩でなくカイニン酸そのものについて行ったX線解析の結果も含めて、有機化学的な構造を裏付けることができた（1957年）。

有機化学的にも未知の構造への再挑戦は、仁田が関西学院大学へ移った後、名古屋大学の平田義正教授（有機化学）の研究室との共同研究の形で行われた。その対象となったのはフグ毒成分であるテトロドトキシンであった。
これの構造決定を名大（有機化学的方法）と関西学院大（X線解析）とで独立に行い、その結果を比較検討するというかたちで行われ、X線解析で未知構造を解くという野心的な試みは成功裡に終わり、両者べつべつの論文および共同論文として発表された（1963年以降）。平田研究室との共同研究はその後も続いた。
熱物性、電磁気物性などと構造とのリンクについては、結晶の相転移現象が適切な研究対象であった。相転移というのは、結晶の温度を上げていくと、ある温度（転移点）で構造が変化する現象で、結晶の中で分子や原子団の運動が激しくなるために起こるものと考えられる。したがって、転移点を境にしてX線回折の様子が変わり、同時に熱容量が激しく変化する。核磁気共鳴（NMR）の吸収線幅が転移に伴って狭くなることが多い。これらの物性の変化と構造の変化とを総合的に解析することによって、転移点よりも高温側で結晶としての状態を保ったまま、その中の分子が回転運動を始めるものが多数みつかった。このような場合、結晶でありながら柔らかく、手でおさえると形が変わる（ショウノウはその一例）。回転転移はたくさんの転移のタイプの一つであって、多くの研究が物性物理学の分野で行われるようになり、現在でも大きな研究課題である（超伝導など）。
仁田が27年におよぶ大阪大学理学部在職中に学部、大学院で研究室で卒業研究などで指導した学生は総計102名にのぼる。学生定員がずっと少ない時代で、半分は戦争中であったことを考えると、これは非常に多い。仁田は来るもの拒まずの方針だったので、学生のほかに全国から、指導を受けに長期、短期に滞在する研究者の方が多いときもあって、研究室で30名以上が毎日実験をしていることも稀ではなかった。静かなときを選んで、夜間や正月に実験する人も多く、24時間営業の様相を呈した。そのほか毎週火曜日に開かれる研究室のコロキュームに参加する近隣大学の教員もあって、研究室はいつも活気にあふれていた。

### 第2次世界大戦と戦後
仁田は理学部長をはじめ学内外の要職を務め多忙を極めても、できる限り研究室での時間を確保するようにした。とくに第2次世界大戦末期から戦後にかけての理学部長はたいへんな負担と緊張を強いられる職務であった。アメリカ空軍の爆撃によって、理学部の屋上にも焼夷弾が落ち、周囲の民家が消失するに至って、教育と研究を大阪の都心部で継続することを断念し、学生はすべて希望の研究室に配属させ、研究室単位で地方へ疎開することにした。仁田研究室は兵庫県氷上郡鴨ノ庄村の村役場のとなりの倉庫を借り、そこへX線発生器を持ち込んで、研究の継続を図った。だが、おもに不安定な電力が原因で、X線が出せるようになったのは戦争が終わってからだった。仁田は（家族だけ鴨ノ庄村へ疎開させ）、理学部長として大阪にとどまった。占領軍のアメリカ人将校が理学部のサイクロトロンなどでどんな原子核研究をしていたかなどを頻繁に調査に来るのに応対しながら、ときに出される思いもよらない要求にとまどっていた。
朝鮮戦争を経て、日本が復興の軌道に乗るとともに仁田研究室の研究活動も次第に戦前の勢いを上回る発展をみせた。しかし仁田は研究以外の活動に時間をとられることが多くなった。もともと頼まれると断れない性格もあって、仕事は増える一方だった。1949年1月日本学術会議が発足すると、赤堀四郎教授（当時仁田を継いで理学部長だった）とともに初代の会員となった。1939年以来、学術会議の前身ともいえる学術研究会議の会員であったから、これは自然な成り行きということができる。京大と阪大で協力して、関西に研究用の原子炉をつくるために奔走した（熊取の京大原子炉）。呉祐吉教授や京大の桜田一郎教授の影響もあって、天然の繊維や合成高分子のX線による研究にも興味を持つようになり、結晶性高分子の構造研究やビニロン（ポリビニルアルコール）の吸湿性がなぜ高いかなど物性に踏み込んだ研究も行った。その結果、高分子学会の関西支部の設立にも力をかし、初代の関西支部長になった（1951年から1958年まで）。これにはクラレの友成九十九氏との親交も影響したと思われる。友成氏が音頭を取って設立した放射線高分子研究協会（1956年）の研究員としても参加した。仁田は関西経済界に多くの知己をもち、X線回折が役に立ちそうな話を耳にすると、進んで協力を買って出た。ガス製造のときにできるコークスが割れやすくて困ると聞くと、それは構造の問題だろうと見当をつけて、研究室へ持ち込んだ。大阪大学に蛋白質研究所を設立しようという要望が出ると、赤堀四郎教授と二人三脚で文部省とかけ合い、1958年実現に漕ぎつけた。
頼まれると断われない性格と書いたが、引き受けるとできる限りの力を注ぐので、忙しさは２乗にも３乗にもなった。めったにこぼすことを知らない仁田だったが、三度目の理学部長は遂に辞退することにした。さすがのエレファント（綽名だが、自分でも蔵書のシールに象の絵を入れていた）の馬力ももたなくなったかと思われたが、実は第一高等学校の学生時代に柔道で耳を傷めていたため、次第に補聴器に頼ることが多くなっていた。いまと違って、ガラス真空管の増幅器の補聴器だから、性能はあまりよくなかったらしく、「会議を主宰するのが苦痛だ」と打ち明けるようになった。ところが定年（当時は60歳）が近くなったとき、大仕事がやって来ることになった。

### 関西学院時代
関西学院大学（関学）は関西における私学の雄であるが、その創立70周年記念事業として、社会学部の創設に続き、理学部を開設することを決めて準備委員会を設けて検討していたが、1960年1月仁田に白羽の矢を立て、理学部創設の中心的役割を果たすよう依頼してきた。関学としてははじめての理科系学部である。仁田は阪大理学部の創設に関わり、その後30年に近い期間、その運営に携わった経験から、理学部はかくあるべきという自分なりのイメージができていたところに持ち込まれた勧誘であったので、進んで引き受けることにした。物理学科と化学科の2学科だけの理学部（いまは6学科の理工学部）であったが、卒業生の就職先のことを考え、また学術の発展の方向をも考慮し、物理学科は物性物理を中心とし、化学科には生化学を含めた。仁田はその広く深い人脈をたどって、全国から、老練、若手の研究者を集め、私学には珍しく教員／学生の人数比の大きな組織にした。関学経営陣としては最大限仁田の構想を受け入れた結果と考えられる。1961年4月には第1期の学生を受け入れて発足した。上述のフグ毒の研究は発足間もない理学部で行われたものであった。それから6年、1966年には文化勲章を授与されるという特筆すべきこともあったが、1967年4月には関学理学部に大学院博士課程も認可され、順調に発展した。同時に仁田は理学部創設以来努めていた理学部長の職を任期満了で退き、定年までの1年間は比較的平穏な生活を送ることができた。ちょうどそれは全国にいわゆる学園紛争の嵐が吹き始める年でもあった。定年後も関西学院の理事として運営に当たり、また大学院の非常勤講師として1983年10月入院するまで学生との接触を続けた。1983年以来、阪大仁田研究室卒業生のMizuno社長水野健次郎（および子息水野正人）からの寄付により関学大学院仁田奨学金（仁田記念賞）が設けられた。

1983年胃がんに侵され手術の甲斐もなく1984年1月16日永眠した。84歳没。逝去の前には令嬢の薦めもあって洗礼を受けた。仁田とは1歳違いで19世紀の人間か20世紀生まれかとよく言いあっていた阪大理学部の同僚赤堀四郎（上述）は、日本の生化学のパイオニアの一人であったが、1984年3月、日本学士院の総会で仁田の追悼の辞を述べ、その中で、仁田が好んで持ち出していた「にたんの四郎」の話を披露した。これは仁田四郎忠常のことで、忠常は鎌倉時代、源頼朝が富士で巻狩りをしたとき、暴れ猪が突進してきたのに、頼朝の近習が誰一人それを止められなかった。忠常は勇猛にも猪にまたがって仕留めたという話である。「その仁田四郎忠常は私の先祖だ」と仁田は大柄な体をぴんと伸ばして話した。たしかに仁田の父は伊豆半島の仁田の出身だったから、ありそうなことであるが今となっては確かめるすべもない。阪大教授時代に秘書には会議室へ行くと言いながら、たまたま近くにいるスタッフや学生を連れて玄関から道路を横断してスタスタとコーヒーショップへ入っては、このような雑談をしながら、科学のこと、研究のことを論じるのが日課だった。

## 結晶化学の仁田スクール
阪大教授の時代と関学教授の時代を通じて仁田のもとで、卒業研究をした学生は優に116名を超える。その人たちは卒業後は全国に広がって、各地の大学やさまざまの業種の企業で活躍した。多くの大学の薬学部にX線構造解析の芽ができたし、薬品会社の研究所でもX線回折を重要なツールとするところが増えた。大学で助教授（準教授）以上になった人は少なくとも38人いる。それらの芽は着実に育ち、ネズミ算的に増殖して、全国に大きな仁田スクールの輪が形成された。これにはX線結晶学だけでなく、結晶物性のグループ（特に熱物性）も含まれるが、最大のグループはX線回折、中性子回折、中性子非弾性散乱で、現在第一線で活躍しているX線解析の研究者はもとをたどると仁田研究室まで遡る人が非常に多い。これはX線回折の方法が化学、物理、薬学、工学、生物学などのあらゆる分野で極めて強力な研究手段にまで進歩したことはもちろんであるが、仁田の人脈の広さと、雑誌「X線」の刊行など普及のための活動が背景にあった。タンパク質など大きな生体分子の構造を解明するのに、現在強力な武器として全国共同利用されているSPring-8の放射光施設を設立したのも卒業生である。仁田は初期には毎週のコロキュウムのあと研究室の全員を引き連れてビールを飲みに連れて行くこともあった。年末にはすき焼きの忘年会が定例行事であった。その場所が、現在は立ち入りも制限されている阪大の歴史的な施設である「適塾」だった。緒方洪庵の時代を偲び、刀傷が残る柱を背にして食べるすき焼きは学生には強い印象を与えた。仁田研究室に在籍したことのある人々の親睦の会として「晶華会」が自然発生的に誕生し、初代会長には一門の最古参である渡辺得之助が就任した。渡辺は東京工業大学の前身である東京職工学校（蔵前工業会）を卒業して理研に就職し、同じ時期に仁田と理研にいて知己があった。仁田が阪大に移るとき渡辺から希望して阪大で助手となった。それ以来仁田の部下として、同僚として、共同研究者として終始仁田を支えた。仁田が多くの外部機関の役職をこなしながらも、研究室を国内、国外から見て活発に保つことができたのには渡辺の存在が極めて大きかった。
仁田は多くの機関の役職を務め、多くの著書を著した。また数々の賞や章を受けた。それらは資料として末尾にまとめた。

## 年譜
- 1899年（明治39年）- 10月19日 獣医学博士の仁田直と松子（三宅秀の三女）の長男として東京市小石川区に生まれる
- 1920年（大正9年）- 6月 第一高等学校理科卒業、4月 理化学研究所に就職
- 1928年（昭和3年）- 10月 欧州に留学（〜1931年7月）
- 1930年（昭和5年）- 7月 東京大学より理学博士。論文の題は「The crystal structure of some simple aliphatic compounds（二三の簡單なる脂肪族化合物の結晶構造）」[1]。
- 1933年（昭和8年）- 4月 大阪帝国大学教授
- 1942年（昭和17年）- 3月 大阪帝国大学理学部長（〜1947年3月）
- 1955年（昭和30年）- 1月 大阪大学産業科学研究所教授（併任、〜1955年12月）、7月 大阪大学理学部長（〜1959年6月）
- 1958年（昭和33年）- 日本放射線高分子研究協会大阪研究所主任研究員（〜1967年）
- 1960年（昭和35年）- 3月 大阪大学退職、4月 関西学院大学教授
- 1961年（昭和36年）- 4月 関西学院大学理学部長（〜1967年3月）
- 1966年（昭和41年）- 6月 関西学院理事（〜1980年3月）
- 1967年（昭和42年）- 日本原子力研究所大阪研究所客員研究員（〜1980年）
- 1968年（昭和43年）- 3月 関西学院大学退職、4月 関西学院大学大学院理学研究科非常勤講師（〜1984年1月）
- 1984年（昭和59年）- 1月16日午前9時2分 永眠、満84歳3か月

## 学会活動
- 日本化学会、日本物理学会、日本結晶学会、高分子学会会員
- 1939–41年（昭和14–16年） - 学術研究会議会員
- 1943年（昭和18年）- 学術研究会議会員
- 1949–52年（昭和24–27年）- 日本学術会議会員
- 1951–58年（昭和26–33年）- 高分子学会関西支部長
- 1953–63年（昭和28–38年）- 国際結晶学連合"Acta Crystallographica"編集委員
- 1955–58年（昭和30–33年）- 日本結晶学会会長
- 1957–63年（昭和32–38年）- 国際結晶学連合（IUCr）執行委員会委員
- 1963–69年（昭和38–44年）- 国際結晶学連合（IUCr）副会長
- 1963–64年（昭和38–44年）- 日本化学会会長

## 栄典・顕彰
- 1966年（昭和41年）11月 - 文化勲章、文化功労者
- 1971年（昭和46年）4月 - 勲一等瑞宝章 [2]
- 1984年（昭和59年）1月 - 贈正三位（没時叙位）

## 受賞
- 1939年（昭和14年）4月 - 日本化学会櫻井褒章「X線による結晶構造の研究」
- 1943年（昭和18年）5月 - 帝国学士院賞「化学構造のX線的研究」[3]
- 1965年（昭和40年）1月 -  朝日文化賞「フグ毒単離と化学構造の決定」[4]、6月 藤原賞「結晶化学の体系確立」[5]
- 1971年（昭和46年）5月 - 高分子学会功労賞

## 学位・栄誉
- 1930年（昭和5年） - 理学博士
- 1960年（昭和35年） - 大阪大学名誉教授
- 1968年（昭和43年） - 関西学院大学名誉博士（LLD）、高分子学会名誉会員
- 1969年（昭和44年） - 日本学士院会員、日本結晶学会名誉会員
- 1975年（昭和50年）- 日本化学会名誉会員
- 1977年（昭和52年） - 日本物理学会終身会員

## 著書
- 『分子構造論』 岩波全書、岩波書店、1936年
- 『X線』 量子物理学講座、共立出版、1939年
- 『物理化学』基礎篇、物性篇  創元社、1948年、1950年（全6巻の予定であったが、2巻のみ刊行された）
- 『流れの中に 一科学者の回想』 東京化学同人、1973年
- 『分子の構造』 岩波書店、1975年
- 『化学のいろいろな横顔』 晶華会、東京化学同人、1985年（遺稿）

## 共著・共編
- 『結晶の転移現象』 仁田勇・関集三 共著、化学実験学、河出書房、1942年
- 『X線結晶解析法』 仁田勇・渡辺得之助 共著、化学実験学、河出書房、1942年
- 『理論化学の進歩』第1集  仁田勇・水島三一郎 共編、共立出版発行、1949年
- 『一般化学実験法』 仁田勇 編、共立出版、1951年
- 『結晶化学』 仁田勇・渡辺得之助・桐山良一 共著、岩波講座現代化学、岩波書店、1956年

## 翻訳
- 『生体の化学』 ジャック・デュクロオ著、仁田勇・菅原健 共訳、岩波書店、1927年